# 児玉泰一郎
児玉 泰一郎（こだま たいいちろう、1984年7月31日 - ）は、テレビ宮崎 (UMK) のアナウンサー。

## 来歴
宮崎県宮崎市出身。ただし、途中西臼杵郡高千穂町に住んでいた時期があり、小学4年生のときに宮崎市立大淀小学校から高千穂町立高千穂小学校へ転校している。中学も高千穂町立高千穂中学校に通っていたが、後に宮崎市へ戻って宮崎市立大淀中学校と宮崎県立宮崎南高等学校に通う。
宮崎大学教育文化学部（現・教育学部）社会システム課程への進学後には、テレビ宮崎でアルバイトをしながらアナウンススクールに通っていた。
大学を卒業後、2007年に大分朝日放送 (OAB) に入社した。アナウンサーとしての採用であったが、入社から1年間は宮崎弁が抜けなかったことからテレビに出られず、報道記者をしながら標準語の訓練をしていた。この間の報道現場の体験や原稿書きなどの業務は、アナウンス業務復帰後の自身の糧になっているという。
大分朝日放送を退社後、2011年にテレビ宮崎へ移籍した。また、この年に結婚をした。2013年11月に長男が誕生し、1児の父となる。その後、次男が誕生。
妻は宮崎のラジオパーソナリティー、リポーターの児玉真美。大分出身である事を明かしている。

## 人物・エピソード
学生時代に打ち込んでいたスポーツは剣道。小学1年生のときに始め、大学を卒業するまで続けていた。
児玉が小学校・中学校の頃に住んでいた高千穂町の家は、一家が引き払った後もほぼそのままの状態で残されている。2012年夏に児玉が再訪した際にはイタリア料理の店になっており、彼の自室であった部屋も店の座敷（個室）として使われている。
2023年5月13日放送「土曜なのにぶら金」にて家族で「日南水産」に食事に行く為、日南線に乗っていたら、日南線に乗り、下車先でサイコロを振り出た目の数、下車駅から数えた駅で下車(例:6出たら下車駅から6駅先の駅で下車)するロケで同車両に乗っていた南出雅之、渕上明里に出会し、その様子が放送された。
花粉症持ち。
築45年の中古住宅を購入。耐震診断の結果、耐震強度が0.89と耐震工事が必要な値であった為耐震工事を依頼した。その事を住宅の耐震化を取り上げた時に、『#Link』にて紹介した。

## 担当番組

### 大分朝日放送
- OABニュース[2]
- スーパーJチャンネルおおいた[2]
- れじゃぐる[2]

### テレビ宮崎
- UMKスーパーニュース - 水 - 金キャスター
- ジャガジャガ天国
- Noon TV マッポス[5] - MC
- UMK情報net 3きゅう[5]
- U-doki[10] - MC
- のびよ！みやざきっ子[10] - MC
- 延岡西日本マラソン中継 - 実況[11]
- めざましテレビ（フジテレビ） - 中継担当[1][12]
- UMKニュース